# زتساي 1989
زتساي 1989 (باليابانية: 絶愛-1989؛ وتعني حرفياً: «الحب المطلق-1989») هو سلسلة مانغا ياوي يابانيَّة، تتميز بحبكتها الميلودراميَّة شبه الأوبراليَّة، وبشخصياتها «شبه الجنونيَّة»، كما تشتهر برسوماتها الفنيَّة التي تتبع نمطاً جدلياً.

## القصة
تدور أحداث المانغا حول كوجي نانجو وهو أحد أنجح نجوم الروك في اليابان حيث يتميز بجمال صوته وجاذبيته الكبيرة. ولكن يقبع بعيداً عن أضواء الشهرة التي يعيش فيها كوجي نانجو نفس رجل شاب يعاني ولا يشعر بأي قدر من السعادة في الحياة.
يفقد كوجي وعيه على كومة من النفايات تحت المطر في مساء يوم من الأيام بعدما كان قد تنقل بين عدد من الحانات وأفرط في الشرب، ومن ثم يستيقظ بعدها ليكتشف أن تاكوتو إزومي وهو لاعب كرة قدم ناجح كان قد أصطحبه إلى منزله وأعتنى به. يتأثر كوجي من أعماق قلبه بما بادر إليه تاكوتو إزومي من الاعتناء به في حالته البائسة التي كان غارقاً فيها في الليلة الماضية، هذا بالرغم من أن تاكوتو إزومي شخص غريب تماماً على كوجي، وسرعان ما يغدو كوجي غارقاً في التفكير إلى حد الهوس الشديد بإزومي. ويتضح لاحقاً أن السبب الحقيقي الذي دفع كوجي إلى الدخول في مجال الغناء هو رغبته في العثور على شخص كان قد وقع في حبه من أول نظرة قبل نحو ستة سنوات، ولا يتذكر كوجي عن هذا الشخص سوى مهاراته الفائقة في لعب كرة القدم إضافة إلى تمتعه بنظرات ثاقبة على وجه التحديد. يعلم كوجي أن اسم عائلة هذا الشخص هو 'إزومي'، ولكنه يظن أن الشخص الذي رأه كان فتاة وليس فتى، وهكذا فيتعمد التصديق أن هذا الشخص هي سيريكا إزومي وهي شقيقة تاكوتو. ولا يدرك كوجي أن تاكوتو هو 'الإزومي' الذي يبحث عنه، إلّا حين يواجهه تاكوتو بنظرات يملئها الغضب. ويغلب على كوجي الصدمة التي تهز كيانه وتهيج مشاعره من جذورها ومنذ تلك اللحظة يصبح هوسه بإزومي دون حدود.
يزيد تأثير كوجي ذو نمط حياته المليء بعدم الاكتراث على إزومي والأشخاص المقربين إليه بالتوازي مع تدخل كوجي في حياة إزومي أكثر وأكثر. وحين يوجه شقيق تاكوتو الصغير سؤالاً إلى كوجي عن ما إذا كان مثلياً يجيب كوجي قائلاً «لا أنا لست مثلياً.. أنا فقط مغرم بتاكوتو. فحتى لو كنتما توأمين فأنا لن أستطيع سوى أن أحب تاكوتو.» وعبر المانغا تغدو العوائق التي تواجهها علاقة الاثنان صعبة الاحتمال، فيفقد كوجي صوته مؤقتاً في مغب الأحداث ويجبر على العودة إلى أخاه وعائلته. توقفت أحداث المانغا عند المجلد التاسع عشر حيث لم تستطع الفنانة مينامي أوزاكي إكمال المانغا بسبب مرضها، وحين تعافت رسمت نهاية ختاميَّة للمانغا.

## الشخصيات
- كوجي نانجو (南城市 浩二): أدى صوته شو هايامي.
- تاكوتو إزومي (泉 拓人)
  - أدت صوت تاكوتو وهو صبي صغير ميوكي ماتسوشيتا.
  - أدى صوت تاكوتو وهو شاب تاكيهيتو كوياسو.
- سيريكا إزومي (泉 芹香): أدت صوتها كوميكو نيشيهارا.
- يوغو إزومي (泉 ユーゴ): أدى صوته إتسوكو نيشيموتو.
- نانجو أكيهيتو (明仁 南城): أدى صوته ماسامي كيكوتشي.
- مادوكا شيبيا (渋谷 まどか): أدت صوتها أومي مينامي.
- مييكو ميناميموتو (皆本 美恵子): أدت صوتها راي إيغاراشي.
- توشييوكي تاكاساكا (タカサカ 俊之): أدى صوته تورو فوروساوا.
- والدة تاكوتو (拓人の母) أدت صوتها توموكو موناكاتا.

## وصلات خارجية
- زتساي 1989 على موقع ANN manga (الإنجليزية)

- مصادر ومعلومات عن مانغا «زتساي 1989» - شبكة أخبار الأنمي (بالإنجليزية)
- موقع المؤلفة - أرشيف شامل (بالإنجليزية)